# جوناثان كلارك (عسكري)
جوناثان كلارك (بالإنجليزية: Jonathan Clark)‏ هو عسكري أمريكي، ولد في 1 أغسطس 1750، وتوفي في 1811.